# Nübel
Nübel (tiếng Đan Mạch: Nybøl) là một đô thị thuộc huyện Schleswig-Flensburg, trong bang Schleswig-Holstein, nước Đức. Đô thị Nübel có diện tích 18,32 km², dân số thời điểm 31 tháng 12 năm 2006 là người.